# Юплин, Николай Александрович
Николай Александрович Юплин (29 декабря 1900, Новая Ладога, Санкт-Петербургская губерния — 19 января 1970, Куйбышев) — советский военный деятель, генерал-майор танковых войск (19 апреля 1945 года).

## Биография
Николай Александрович Юплин родился 29 декабря 1900 года в городе Новая Ладога (ныне — Волховского района Ленинградской области).

### Гражданская война
В октябре 1919 года вступил в ряды РККА, после чего был назначен на должность помощника командира взвода бронепоезда № 43 1-го губернского коммунистического отряда (Петроградский фронт), затем — на должность политического комиссара 18-го стрелкового полка 3-й бригады, в феврале 1920 года — на должность заведующего типографией политотдела 2-й стрелковой дивизии, а в ноябре — на должность помощника военного комиссара Ново-Ладожского уездного военкомата. Принимал участие в боевых действиях на Западном фронте.

### Межвоенное время
После окончания войны Юплин был направлен на учёбу в Борисоглебско-Ленинградскую кавалерийскую школу, после окончания которой с сентября 1924 года в этой же командовал взводом и эскадроном.
С декабря 1928 года служил в 4-й кавалерийской бригаде (Ленинградский военный округ) на должностях помощника начальника штаба полка, начальника полковой школы 72-го кавалерийского полка и начальник штаба 91-го кавалерийского полка. В 1932 году был направлен на учёбу на Ленинградские бронетанковые курсы усовершенствования командного состава, после окончания которых в августе того же года был назначен на должность помощника начальника оперативного отдела штаба бригады, а затем — на должность командира 3-го танкового батальона в составе 32-й механизированной бригады (11-й механизированный корпус, ОКДВА).
В июне 1939 года Юплин был назначен на должность командира 193-го танкового батальона (33-я танковая бригада, Забайкальский военный округ), в августе 1940 года — на должность командира танкового батальона в составе 33-го танкового полка, в мае 1941 года — на должность заместителя командира, а 15 июня — на должность командира 26-го танкового полка (13-я танковая дивизия, 5-й механизированный корпус, 16-я армия).

### Великая Отечественная война
С началом войны 16-я армия была выведена в резерв Ставки Верховного Главнокомандования и вскоре была передислоцирована в район Смоленска, где принимала участие в ходе Смоленского сражения. 26-й танковый полк под командованием Юплина вёл оборонительные боевые действия в районах Орши и Смоленска, где сам Юплин получил тяжёлое ранение и был эвакуирован в госпиталь.
После излечения в марте 1942 года был назначен на должность командира 202-й танковой бригады, которая принимала участие в ходе тяжёлых оборонительных боевых действий на елецком направлении. В декабре того же года Юплин принимал участие в формировании 19-го танкового корпуса, которым временно командовал с 25 января по 2 февраля 1943 года, когда корпус принимал участие в ходе оборонительных боевых действий на орловском направлении.
19 апреля был назначен на должность командира 20-го танкового корпуса, однако 25 мая был снят с занимаемой должности и направлен на учёбу на ускоренный курс при Высшей военной академии имени К. Е. Ворошилова, после окончания которого в июне 1944 года был назначен на должность заместителя командующего бронетанковыми и механизированными войсками 3-го Украинского фронта, после чего принимал участие в ходе Ясско-Кишиневской, Будапештской и Венской наступательных операций.
За умелое руководство боевыми действиями танковых частей, проявленные смелость, решительность, доблесть и мужество генерал-майор танковых войск Николай Александрович Юплин был награждён орденом Кутузова 2 степени.

### Послевоенная карьера
В июле 1945 года был назначен на должность командующего бронетанковыми и механизированными войсками 37-й армии, в июле 1946 года — на должность командира 19-й механизированной дивизии, в марте 1947 года — на должность начальника штаба — заместителя командующего бронетанковыми и механизированными войсками Приморского военного округа, а в январе 1950 года — на должность начальника штаба Управления командующего бронетанковыми и механизированными войсками Дальнего Востока.
В декабре 1952 года Юплин был направлен на Высшие академические курсы при Высшей военной академии имени К. Е. Ворошилова, которые окончил в ноябре 1953 года и в январе 1954 года был назначен на должность помощника командующего войсками Приволжского военного округа по танковому вооружению.
Генерал-майор танковых войск Николай Александрович Юплин в апреле 1959 года вышел в отставку. Умер 19 января 1970 года в Куйбышеве, ныне Самаре.

## Награды
- Орден Ленина;
- Три ордена Красного Знамени;
- Орден Кутузова 2 степени;
- Орден Отечественной войны 1 степени;
- Медали.